# Петре Іспіреску
Петре Іспіреску (рум. Petre Ispirescu, * січень 1830 — †21 листопада 1887) — румунський письменник і дослідник народних казок.
Головна заслуга його в тому, що він найретельнішим чином збирав казки прямо з «першоджерела» — «уст народу», тому його «Basmele din Muntenia» («Мунтянські казки») відрізняються чистотою мови і цілком природною простотою і наївністю. Крім того, він відомий як талановитий і правдивий белетрист. Йому належать також «Din povestile unchiasulni sfatos» («З розповідей велемудрого дядечки»), «Про colectie de proverbe» («Збірник прислів'їв»).
Похований в Бухаресті на цвинтарі Беллу.